# Dryopteris atropalustris
Dryopteris atropalustris là một loài dương xỉ trong họ Dryopteridaceae. Loài này được Small mô tả khoa học đầu tiên năm 1938.